# Эдди Брок (Вселенная Человека-паука от Sony)
Э́двард «Э́дди» Брок (англ. Edward "Eddie" Brock) — персонаж медиафраншизы «Вселенная Человека-паука от Sony», являющийся киноадаптацией одноимённого антигероя комиксов издательства Marvel Comics, созданного Дэвидом Микелайни и Тоддом Макфарлейном. Исполнитель роли — Том Харди. Эдди Брок изображён как журналист-расследователь, соединившийся с симбиотом, известным как Ве́ном (англ. Venom). Впоследствии дуэт противостоял лидеру симбиотов, Райоту, и сыну Венома, Карнажу. Это второе воплощение персонажа в кино: Тофер Грейс и Тоби Магуайр сыграли соответственно Эдди Брока / Венома и Питера Паркера / Человека-паука в чёрном костюме-симбиоте в фильме «Человек-паук 3: Враг в отражении» (2007).
Персонаж появился в четырёх фильмах: «Веном» (2018), «Веном 2» (2021), «Человек-паук: Нет пути домой» (2021) и «Веном: Последний танец» (2024). Кинокритикам понравилось взаимодействие Эдди Брока и Венома, однако исполнение Тома Харди было принято неоднозначно.

## Создание образа
Идея дать Человеку-пауку новый костюм была придумана Рэнди Шулером, читателем комиксов от Marvel Comics из Норриджа (Иллинойс). В 1982 году Шулер получил письмо от Джима Шутера, главного редактора издания, который заинтересовался данной идеей; Рэнди предложил дать супергерою чёрно-белый костюм. «Инопланетный костюм» впервые появился в комиксе The Amazing Spider-Man #252 (май 1984), а в 300-м выпуске дебютировал Веном.
Носитель Венома, Эдди Брок, был представлен в The Amazing Spider-Man #300 (май 1988), создатель персонажа — Дэвид Микелайни. Ранее Брок появился в виде руки в Web of Spider-Man #18 (сентябрь 1986), но официально дебютировал в 300-м номере The Amazing Spider-Man, созданном Микелайни и Тоддом Макфарлейном.

### После фильма «Человек-паук 3: Враг в отражении»
В июле 2008 года Sony Pictures запустила в разработку фильм о Веноме, который планировался как продолжение ленты «Человек-паук 3: Враг в отражении» (2007). Студия надеялась, что персонаж сможет «продлить франшизу». Тофер Грейс — исполнитель роли Эдди Брока / Венома в «Человеке-пауке 3» — должен был вернуться к роли, поскольку «симпатичный актёр мог бы стать достойным злодеем». Тодд Макфарлейн предположил, что если центральным персонажем будет злодей, то фильм не принесёт успеха.
В декабре 2013 года Sony объявила о создании собственной общей вселенной, основанной на персонажах Marvel, в рамках серии фильмов «Новый Человек-паук», включая сольный проект о Веноме. Поскольку «Новый Человек-паук: Высокое напряжение» не оправдал ожиданий студии, в феврале 2015 года Sony и Marvel Studios объявили о партнёрстве, в рамках которого интегрировали Человека-паука в Кинематографическую вселенную Marvel (КВМ). Sony сосредоточилась на перезапуске франшизы в сотрудничестве с Marvel Studios, и считалось, что фильм о Веноме был отменён.

#### Возобновление производства и кастинг

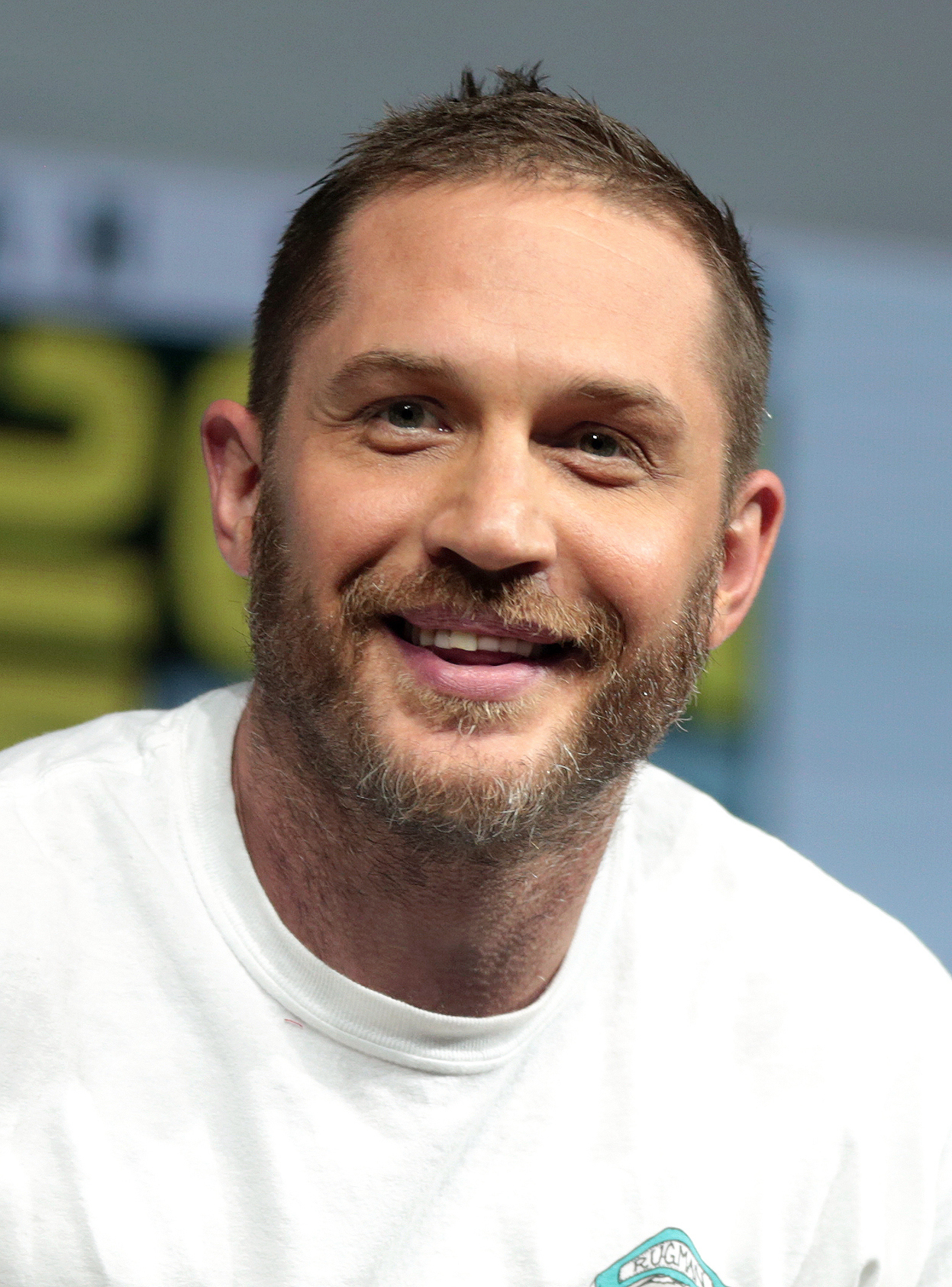
Том Харди согласился на роль Венома ввиду любви сына к этому персонажу

В марте 2016 года Sony объявила о разработке фильма «Веном», задуманного как самостоятельный проект, положивший начало новой франшизе, не связанной с фильмами Sony и Marvel Studios о Человеке-пауке. В мае 2017 года Sony утвердила Тома Харди на роль Эдди Брока / Венома, официально представив новоиспечённую франшизу — «Вселенную Человека-паука от Sony». Студия выбрала Тома, чей сын — большой поклонник Венома, после того, как актёр покинул «Тройную границу» (2019), и Sony решила «привлечь востребованного актёра». Харди подписал контракт на участие в трёх фильмах о Веноме, включая «Веном 2» (2021) и «Веном: Последний танец» (2024).
После того, как в сцене после титров «Венома 2» Брок и Веном перенеслись из своей вселенной в КВМ, поклонники ожидали, что Харди появится в кроссовере «Человек-паук: Нет пути домой» (2021). Харди появился в роли Брока в сцене после титров фильма; также создатели обсуждали включение персонажа в финальную битву. В конце сцены герой неосознанно оставляет в КВМ частичку Венома.

## Характеристика
Режиссёр «Венома» Рубен Флейшер сказал, что в отличие от оборотня или Джекила и Хайда, отношения между Веномом и Эдди — это «гибрид», когда два персонажа делят одно тело и работают вместе. Тома Харди привлекла эта двойственность, и он сравнил Брока и симбиота с мультипликационными героями Реном и Стимпи. Харди придал Эдди «американский акцент», а для Венома использовал «голос ящерицы в стиле Джеймса Брауна», который впоследствии был «изменён, чтобы звучание стало более зловещим». Актёр назвал Венома антигероем, который «сделает всё возможное» для достижения цели. Режиссёр картины «Веном 2» Энди Серкис описал персонажей как «странную парочку», когда Веном заключён в тело Брока и хочет быть «Смертельным защитником», что отвлекает Эдди от работы и личной жизни.

## Биография персонажа

### Соединение с Веномом
После того, как Веном и другие симбиоты были доставлены на Землю на космическом корабле астронавтом Джоном Джеймсоном как часть сил вторжения симбиотических форм жизни во главе с Райотом, они попадают в плен «Фонда жизни», который доставляет их в Сан-Франциско, чтобы начать испытания на людях в попытке достичь их «симбиоза» с живыми существами, в то время как Райот остался в Малайзии. Журналист Эдди Брок получает поручение от начальника провести интервью с генеральным директором Фонда жизни Карлтоном Дрейком. У своей невесты Энн Вейинг Брок узнаёт о незаконных экспериментах Фонда, в ходе которых людей пожирают симбиоты. Эдди срывает интервью с Дрейком, что привело к тому, что и Брока и Вейинг увольняют с работы, из-за чего пара расстаётся.
Шесть месяцев спустя Дора Скёрт, одна из учёных Дрейка, находит Брока и просит помочь разоблачить преступления Карлтона. С её помощью Эдди проникает в исследовательский центр Дрейка, чтобы сфотографировать измученных и мёртвых людей, и видит в камере свою знакомую, которая стала одной из подопытных Карлтона. Эдди пытается спасти её, но та нападает на него и заражает симбиотом по имени Веном. Симбиот, соединившись с Эдди и убив Марию, помогает сбежать Броку из «Фонда жизни». Когда Эдди начинает слышать голос Венома, он обращается за помощью к Энн и её новому парню, доктору Дэну Льюису, который обнаруживает симбиота при осмотре Эдди. После того, как на Брока нападают наёмники «Фонда жизни», чтобы забрать симбиота, Веном обезвреживает их и официально представляется Эдди, заявляя: «Я — Веном, а ты — весь мой».
Объяснив Эдди своё происхождение, Веном помогает ему проникнуть на его старое место работы, чтобы передать доказательства многочисленных преступлений Карлтона Дрейка. Направившись к выходу, Эдди окружают офицеры спецназа. Веном помогает Броку разобраться с ними, свидетелем чего становится Энн, которая использует аппарат магнитно-резонансной томографии, чтобы отделить Венома от тела Эдди; Дэн приходит к выводу, что присутствие симбиота в теле Эдди убивает его; Веном же объясняет, что для поддержания жизни носителя ему требуется питание из другого места, и именно решение «Фонда жизни» не кормить его привело к смерти его предыдущих носителей. Дрейк, уже в симбиозе с Райотом, пробравшимся в страну через нескольких носителей, ищет Венома, с которым соединяется Энн, чтобы освободить Эдди и передать симбиота обратно в его тело. Признав, что на родной планете его считают таким же «неудачником» как и Эдди, Веном отказывается от захвата планеты и решает помешать Дрейку и Райоту использовать ракету для доставки на планету симбиотов, взорвав ракету во время взлёта, тем самым убив Дрейка и Райота, а также жертвуя собой, чтобы спасти Эдди. После инцидента выясняется, что Веном выжил, а Эдди вернулся в журналистику. Столкнувшись с преступником, который вымогал деньги у владелицы местного магазина миссис Чен, Эдди, трансформировавшись в Венома, пожирает его, заявляя: «Мы — Веном».

### Противостояние Карнажу
Год спустя Эдди посещает серийного убийцу Клетуса Кэседи, чтобы взять у него интервью, а Веному удаётся выяснить, где Кэседи прятал тела жертв, что даёт Эдди огромный карьерный рост. Клетус приглашает Эдди на казнь в тюрьму Сан-Квентин. Там Кэседи провоцирует Венома напасть на него, и кусает Эдди за руку, проглатывая часть симбиота. Затем с Броком связывается Энн и сообщает ему о своей помолвке с Дэном, расстроив Венома.
Вернувшись домой, Веном и Эдди ссорятся, так как Брок не позволяет ему есть людей. После короткой драки симбиот покидает тело Брока, перепрыгивая с тела на тело. Энн находит его и убеждает помириться с Эдди. Соединившись с Веномом Энн вызволяет Брока из полицейского участка после того, как его задерживают из-за общения со сбежавшим из тюрьмы Клетусом благодаря проглоченной им частице Венома, которая сформировалась в злого красного симбиота — Карнажа.
Эдди и Веном заключают мир и объединяются. Кэседи берёт в заложники Патрика Маллигана, а его девушка, Фрэнсис Бэррисон, захватывает Энн. Испугавшийся Веном отказывается вступать в бой с Карнажем, однако Эдди удаётся его уговорить, пообещав снять запрет на пожирание людей. Карнаж одолевает Венома и решает убить Энн на вершине собора. Веному удаётся вовремя спасти Вейинг и спровоцировать Фрэнсис использовать свои сверхспособности: её звуковой взрыв заставляет обоих симбиотов отделиться от носителей; в процессе разрушения собора Фрэнсис прогибает. Веном спасает Брока, соединившись с ним до падения. Веном съедает Карнажа и откусывает Клетусу голову, после чего Эдди убегает от полиции, прощаясь с Энн и Дэном.
Обдумывая свои дальнейшие действия, Веном и Брок отправляются в тропический отпуск в Мексику. Эдди соглашается на псевдоним «Смертельный защитник», что очень радует симбиота.

### Перемещение в альтернативную вселенную и возвращение в свою
Веном рассказывает Броку о знаниях симбиотов о других вселенных, после чего герои переносятся в альтернативную реальность, где наблюдают, как Джей Джона Джеймсон в своём телерепортаже раскрывает личность Человека-паука как Питера Паркера и называет его угрозой. Покинув отель, Веном и Эдди отправляются в бар и узнают о новой вселенной и таких личностях, как Тони Старк, Брюс Бэннер, Танос и крупном событии, известном как «Скачок». Когда Брок решает отправиться в Нью-Йорк и найти Человека-паука, заклинание доктора Стивена Стрэнджа возвращает их обратно в свою реальность, однако Веном оставил в этой вселенной маленькую частичку симбиота.

### Бегство от двух миров и смерть Венома
Эдди и Веном напиваются в баре в Мексике и оставляют частичку себя в баре (Веном оставил частичку себя в своей вселенной и в другой). После того, как их недавняя битва с Карнажем и убийство Кэседи попали в заголовки газет, а на имя Эдди был выписан ордер на арест, он отправляется в Нью-Йорк, чтобы попытаться очистить свое имя. А их начинает преследовать некий Ксенофаг. События привлекают внимание солдата Рекса Стрикленда, который работает в Зоне 51, готовящейся к выводу из эксплуатации, и анализирует других симбиотов, которые попали на Землю, в частности, того, который заразил Маллигана, когда его нашли едва живым. Стрикленд хочет привезти Эдди и Венома по отдельности, чтобы они смогли узнать о цели прибытия симбиотов на Землю.
Во время посадки на борт самолета, направляющегося в Нью-Йорк, Эдди и Веном подвергаются нападению Ксенофага, выслеживающего их, и вынуждены выпасть из самолета на пустынное поле. Веном объясняет Эдди, что на них охотятся по приказу могущественного существа, известного как Налл, создателя симбиотов, который приказал своим приспешникам, известным как Ксенофаги, обыскать вселенную в поисках артефакта, известного как Кодекс, часть которого может быть обнаружена в истинной форме Венома, чтобы освободиться из тюрьмы, в которую его давным-давно заманили симбиоты. Кодекс создаётся, когда симбиот спасает жизнь своему умершему носителю (как во время событий в Сан-Франциско, Веном возродил Эдди) и их жизни становятся одним целым. Попав в засаду, устроенную Стриклендом и его командой, и едва сбежав и от них, и от Ксенофага, Эдди в конце концов натыкается в лесу на путешествующую семью хиппи, Мартина и Нову Мун вместе с двумя их детьми, и те предлагают ему прокатиться в Лас-Вегас. Прибыв в Лас-Вегас, Эдди и Веном встречают миссис Чен в казино, и Веном танцует с ней, прежде чем снова попадает в засаду Ксенофага. Внезапно прибывает команда Стрикленда, которая захватывает Венома и выводит Эдди из строя.
В Зоне 51 Эдди допрашивают, прежде чем Веном признается, что сбежал из тюрьмы, снова привлекая внимание Ксенофага, который нападает на базу. Веном приказывает освободить других симбиотов, заключенных в лаборатории, которые объединяются с другими учеными, чтобы бороться с Ксенофагом. Эдди, Стрикленд, а также ученый Тедди Пейн сталкиваются с Мартином и его семьей, которые также проникли в Зону 51 в поисках инопланетян. Налл находит местонахождение Кодекса и начинает посылать множество ксенофагов через порталы, чтобы атаковать Венома. Эдди пытается заманить тварей подальше, чтобы спасти Мартина и его семью, которые спасаются бегством через сломанный забор снаружи. Понимая, что он должен отделиться от своего хозяина, чтобы уничтожить Кодекс и спасти вселенную, Веном прощается с Эдди и отделяется, сливаясь с ксенофагами и затаскивая их под опрыскиватель с кислотой, который он использует для уничтожения как себя, так и существ. После этого происходит сильный взрыв, и Эдди теряет сознание. Эдди приходит в себя в больнице, и федеральный чиновник сообщает ему, что благодаря их с Веномом героическим действиям в Зоне 51 все его судимости были сняты, хотя он, возможно, никогда никому об этом не скажет. Прибыв в Нью-Йорк некоторое время спустя, Эдди вспоминает о моментах, связанных с Веномом, глядя на Статуи Свободы.

## Отличия от комиксов
В основе сюжета фильма «Веном» лежат серии комиксов Venom: Lethal Protector (1993) и Planet of the Symbiotes (1995). Из Lethal Protector лента позаимствовала место действия — город Сан-Франциско. В связи с договором Sony и Marvel Studios о включении Человека-паука в Кинематографическую вселенную Marvel, супергерой не появляется в «Веноме», что побудило сценаристов сотворить историю происхождения Венома без Человека-паука. Авторы сценария и концепт-художники обратились к Ultimate-версии Венома, — созданной Брайаном Майклом Бендисом и Марком Багли, — происхождение которой не связано с Человеком-пауком; также у данной версии отсутствует логотип паука на груди. Ещё до начала работы над картиной Джеффу Пинкнеру и Скотту Розенбергу сообщили, что Человек-паук не должен фигурировать в сюжете, и впоследствии сценаристы изменили некоторые элементы истории, при этом стараясь отталкиваться от первоисточника. Режиссёр Рубен Флейшер отметил, что Venom: Lethal Protector послужил «прочной основой» для раскрытия героической стороны Венома.
В сиквеле, «Веном 2», образ симбиота основан на сюжетных арках Maximum Carnage (1993) и «Сага о Веноме» (1996) из мультсериала 1994 года «Человек-паук». Доступ Венома к разуму симбиотов, позволяющему обмениваться информацией по всей мультивселенной, впервые был представлен в Edge of Venomverse #2 (июль 2017) как способность, присущая веномизированной Гвенпул.

## Критика
Выступление Тома Харди в фильме «Веном» было принято неоднозначно. Мэтью Розса из Salon и Стефани Захарек из Time назвали его «злым весельчаком» и «забавным зрелищем». Написавший для Variety Оуэн Глейберман отрицательно высказался об игре Харди и назвал его «неуклюжим придурком», а Сорен Андерсон из The Seattle Times отметил, что актёр «превосходен, но не в этот раз». По мнению Джейка Койла из Associated Press, Том «играет не на все сто».

### Награды и номинации
| Год  | Фильм   | Награда                                        | Категория                              | Результат | Примечания |
| ---- | ------- | ---------------------------------------------- | -------------------------------------- | --------- | ---------- |
| 2019 | «Веном» | Los Angeles Online Film Critics Society Awards | Лучшие визуальные эффекты или анимация | Номинация | [ 45 ]     |
| 2019 | «Веном» | MTV Movie & TV Awards                          | Лучший поцелуй                         | Номинация | [ 46 ]     |

## Комментарии
1. ↑  Эдди и Веном переносятся из своей вселенной в Кинематографическую вселенную Marvel в сцене после титров фильма «Веном 2» (2021) вследствие событий картины «Человек-паук: Нет пути домой» (2021)[24][25][26]. Сцена демонстрирует коллективное знание улья симбиотов во всей мультивселенной, что, по словам сценаристов «Нет пути домой» Криса Маккенны и Эрика Соммерса, позволило Броку и Веному перенестись в эту вселенную[28].
2. ↑  Как показано в фильме «Человек-паук: Вдали от дома» (2019).